# Reyshawn Terry
Reyshawn Antonio Terry (Winston-Salem, 7 aprile 1984) è un cestista statunitense.

## Carriera
Arriva a Bologna sponda Virtus il 30 gennaio 2009 con la quale conquista, il 26 aprile 2009, l'EuroChallenge, contribuendo alla vittoria sullo Cholet Basket.
Durante il derby cittadino contro la Fortitudo Bologna è vittima di uno spiacevole fatto. Dalla curva dei tifosi fortitudini viene lanciata una monetina che colpisce in testa Terry intento ad effettuare un tiro libero. Per lui sono necessarie le cure dello staff medico e l'applicazione di vari punti di sutura per rimarginare la ferita. Nonostante ciò Terry rientra in partita, permettendo alla Fortitudo di non ricevere la squalifica del campo, altrimenti inevitabile.

## Palmarès
- Campione NCAA (2005)
- Campionato tedesco: 1

Brose Bamberg: 2010-11
- Coppa di Germania: 1

Brose Bamberg: 2011
- Leaders Cup: 1

Le Mans: 2014
- Supercoppa tedesca: 1

Brose Bamberg: 2010
- EuroChallenge: 1

Virtus Bologna: 2008-09